# Выборы в Парламент Чеченской Республики (2021)
Выборы в Парламент Чеченской Республики пятого созыва прошли в Чечне 17—19 сентября одновременно с выборами в Государственную думу РФ, завершившись в единый день голосования 19 сентября 2021 года.
Выборы проходили согласно пропорциональной избирательной системе: избирался 41 депутат по партийным спискам с установленным для них 5-процентным барьером. Срок полномочий депутатов — 5 лет.
Число избирателей, внесённых в список избирателей на момент окончания голосования — 754 792. Явка составила 94,61 %.

## Ключевые даты
- 16 июня 2021 года депутаты Парламента Чеченской Республики назначили выборы на 19 сентября 2021 года (единый день голосования)[3].
- 22 июня Избирательная комиссия Чеченской Республики утвердила календарный план мероприятий по подготовке и проведению выборов[4].
- С 22 июня по 21 июля — период выдвижения списка кандидатов политической партией (ее региональным отделением)[5].
- С 15 июля по 4 августа — период передачи в соответствующую избирательную комиссию документов для регистрации списков кандидатов[5].
- До 17 сентября — агитационный период для политической партии (ее регионального отделения) и кандидатов[5].
- С 21 августа до 17 сентября — период предвыборной агитации в СМИ[5].
- С 14 по 19 сентября — период запрета на опубликование результатов опросов общественного мнения, прогнозов результатов выборов, иных исследований, связанных с выборами, в СМИ[5].
- С 17 по 19 сентября — дни голосования[5].

## Участники

### Выборы по партийным спискам[6]
| Номер в бюллетене | Партия | Партия              | Первые 3 кандидата в списке                          | Кандидатов в списке | Статус списка   |
| ----------------- | ------ | ------------------- | ---------------------------------------------------- | ------------------- | --------------- |
| 1                 |        | КПРФ                | Халид Накаев • Бадруддин Тамаев • Леча Зубайраев     | 51                  | зарегистрирован |
| 2                 |        | Справедливая Россия | Иса Хаджимурадов • Бекхан Айбуев • Хусейн Хасбулатов | 41                  | зарегистрирован |
| 3                 |        | Единая Россия       | Магомед Даудов • Салман Закриев • Асламбек Айдамиров | 62                  | зарегистрирован |

## Результаты
Распределение мандатов по пропорциональной системе проводилось методом Хэра.
| Место                      | Место                      | Партия                     | по партийным спискам | по партийным спискам | по партийным спискам | по партийным спискам | по партийным спискам | по партийным спискам | по партийным спискам |
| Место                      | Место                      | Партия                     | Голоса               | %                    | +/- %                | Мест                 | +/-                  | %                    | +/- %                |
| -------------------------- | -------------------------- | -------------------------- | -------------------- | -------------------- | -------------------- | -------------------- | -------------------- | -------------------- | -------------------- |
|                            | 1.                         | «Единая Россия»            | 636 974              | 89,20 %              | ▲1,54 %              | 37                   | ▬                    | 90,24 %              | ▬                    |
|                            | 2.                         | «Справедливая Россия»      | 39 884               | 5,59 %               | ▼0,04 %              | 2                    | ▬                    | 4,88 %               | ▬                    |
|                            | 3.                         | КПРФ                       | 36 828               | 5,16 %               | ▼0,15 %              | 2                    | ▬                    | 4,88 %               | ▬                    |
|                            |                            |                            |                      |                      |                      |                      |                      |                      |                      |
| Недействительные бюллетени | Недействительные бюллетени | Недействительные бюллетени | 422                  | 0,06 %               | ▼0,01 %              |                      |                      |                      |                      |
| Всего                      | Всего                      | Всего                      | 714 108              | 100 %                | —                    | 41                   | ▬                    | 100 %                | —                    |